# Rimbachzell
Rimbachzell là một xã ở tỉnh Haut-Rhin trong vùng Grand Est ở đông bắc Pháp. Xã này có diện tích 1,79 km², dân số năm 1999 là 222 người. Khu vực này có độ cao 480 mét trên mực nước biển.